# NGC 5246
NGC 5246 é uma galáxia espiral barrada (SBb) localizada na direcção da constelação de Virgo. Possui uma declinação de +04° 06' 16" e uma ascensão recta de 13 horas, 37 minutos e 29,3 segundos.
A galáxia NGC 5246 foi descoberta em 30 de Abril de 1864 por Albert Marth.